# Calea ferată Durrës–Vlorë
Durrës–Vlorë este o linie de cale ferată, în prezent în mare parte dezafectată, care leagă orașele Durrës și Vlorë din vestul Albaniei. Gara Vlorë este cea mai sudică stație a rețelei de căi ferate din Albania.

## Istoric
Înainte de inaugurarea în anii 1940 a rețelei feroviare naționale, la sud de Durrës existau două linii separate, pe trasee absorbite ulterior de actuala cale ferată: o linie de 30 km lungime, cu ecartament Decauville, pe care se efectuau transporturi de bitum între o mină din Selence și portul Skele de lângă Vlorë, și o linie de circa 3 km între Shkozet și Lekaj.
Actuala cale ferată Durrës–Vlorë a fost construită în mai multe etape. Rrogozhina a rămas cea mai sudică gară din Albania până în 1968, când a fost finalizată o ramificație către Fier. O prelungire a acesteia către Ballsh a fost finalizată în 1975, iar în 1985 linia a ajuns la Vlorë după o nouă extindere.
Un serviciu feroviar limitat era încă în operare până în anul 2015, dar trenurile de călători nu circulă mai departe de Fier.
În februarie 2016, o companie privată, Albrail, a primit o concesiune pe tronsonul de cale ferată dintre Fier și Vlorë și a început să transporte țiței între cele două localități în decembrie 2018.

## Gări
| Gară       | Imagine | Deschisă          | Informații suplimentare |
| ---------- | ------- | ----------------- | ----------------------- |
| Durrës     |         | 7 noiembrie 1947  |                         |
| Shkozet    |         | 23 februarie 1949 |                         |
| Plaz       |         |                   |                         |
| Golem      |         |                   |                         |
| Kavajë     |         |                   |                         |
| Lekaj      |         |                   |                         |
| Rrogozhinë |         | 7 noiembrie 1947  |                         |
| Dushk      |         | 1968              |                         |
| Lushnjë    |         | 1968              |                         |
| Gradisht   |         | 1968              |                         |
| Libofshë   |         | 1968              |                         |
| Fier       |         | 13 octombrie 1968 |                         |
| Ballsh     |         | 1975              | Niciun serviciu curent  |
| Levan      |         | 1985              | Niciun serviciu curent  |
| Novoselë   |         | 1985              | Închisă în 1997         |
| Narte      |         | 1985              | Niciun serviciu curent  |
| Vlorë      |         | 14 octombrie 1985 | Niciun serviciu curent  |